# Никофон
Никофон (такође Никофрон) био је атински песник.
Био је син извесног Терона. Никофон је био Аристофанов савременик у позним годинама. Атенеј наводи да је као књижевник припадао старој комедији, али је вероватније да је припадао периоду средње комедије.
Он је представио једну од својих драма, названу Αδωνις, Adonis, 388. пре нове ере, када је Аристофан приказао свој комад Plutus.
Сачувано је 27 редова његових драма.

## Дела
- Ἄδωνις, Adonis
- Ἀφροδίτης γοναί, Origins of Aphrodite[3][4][5]
- Ἐξ Ἅδου ἀνιὼν, Coming Up from Hades[3]
- Πανδώρα, Pandora
- Ἐγχειρογαστορες, Living by their Hands[6]
- Σειρῆνες, Sirens